# Windows Terminal
Windows Terminal este un emulator de terminal cu mai multe file dezvoltat de către Microsoft pentru Windows, ca înlocuitor pentru Windows Console.  Poate rula orice aplicație menită pentru consolă într-o filă separată. Este preconfigurat pentru a rula Command Prompt, PowerShell, WSL, SSH și Azure Cloud Shell Connector. Windows Terminal vine cu propriul sistem de afișaj; începând cu versiunea 1.11 pe Windows 11, aplicațiile din consolă pot rula folosind acest sistem mai nou în loc de vechea Consolă Windows.

## Istorie
Windows Terminal a fost anunțat la conferința pentru dezvoltatori Microsoft Build 2019 din mai 2019 ca o alternativă modernă pentru Windows Console, iar codul sursă al Windows Terminal a apărut pentru prima dată pe GitHub pe 3 mai 2019. Prima versiune de testare a fost versiunea 0.2, care a apărut pe 10 iulie 2019. Prima versiune stabilă a proiectului (versiunea 1.0) a fost pe 19 mai 2020, moment în care Microsoft a început să lanseze versiuni de testare ca aplicația Windows Terminal Preview, care putea fi instalată alături de versiunea stabilă.

## Caracteristici
Terminal este un front-end de consolă. Poate rula mai multe aplicații de consolă, inclusiv shell-uri bazate pe text într-o fereastră cu mai multe file . Are suport complet pentru Command Prompt, PowerShell și Bash pe Windows Subsystem for Linux (WSL). Se poate conecta în mod nativ la Azure Cloud Shell.
Terminalul augmentează experiența de consolă, oferind suport pentru:
- File pentru notebook, pentru a păstra mai multe instanțe într-o singură fereastră
- Suport pentru secvențe ANSI VT
- UTF-8 și UTF-16 (inclusiv ideograme CJK și emoji) [a]
- Afișarea textului accelerată de hardware prin DirectWrite
- Suport modern pentru font (vezi mai jos)
- Culoare 24 de biți
- Efecte de transparență a ferestrei
- Teme, imagini de fundal și setări de culoare pentru file [12]
- Diferite moduri de fereastră (de exemplu: modul ecran complet, modul de concentrare, modul „mereu deasupra”)
- Panouri împărțite
- Paleta de comenzi [12]
- Suport pentru lista de salt [12]
- Compatibilitate Microsoft Narrator printr-un sistem de automatizare a interfeței cu utilizatorul (UIA) [13]
- Suport pentru hyperlink-uri încorporate [12]
- Copierea textului în clipboard în format HTML și RTF
- Intrarea mouse-ului
- Keybinding-uri personalizabile
- Căutare incrementală

### Cascadia Code
Cascadia Code este un font monospațial creat special de Aaron Bell de la Saja Typeworks pentru noua interfață de consolă. Include ligaturi de programare și a fost conceput pentru a îmbunătăți aspectul și senzația de Windows Terminal, aplicații pentru terminale și editori de text, cum ar fi Visual Studio și Visual Studio Code .  Fontul este open source sub Licența SIL Open Font și disponibil pe GitHub.  Este livrat cu Windows Terminal începând cu versiunea 0.5.2762.0. 
1. ↑  Necesită ca un font suportat să fie selectat pentru afișaj.

## Link-uri externe
- Postare introductiv
- Terminal pe GitHub
- Prezentare generală a terminalului Windows